# 馬蒂斯·魏莫倫

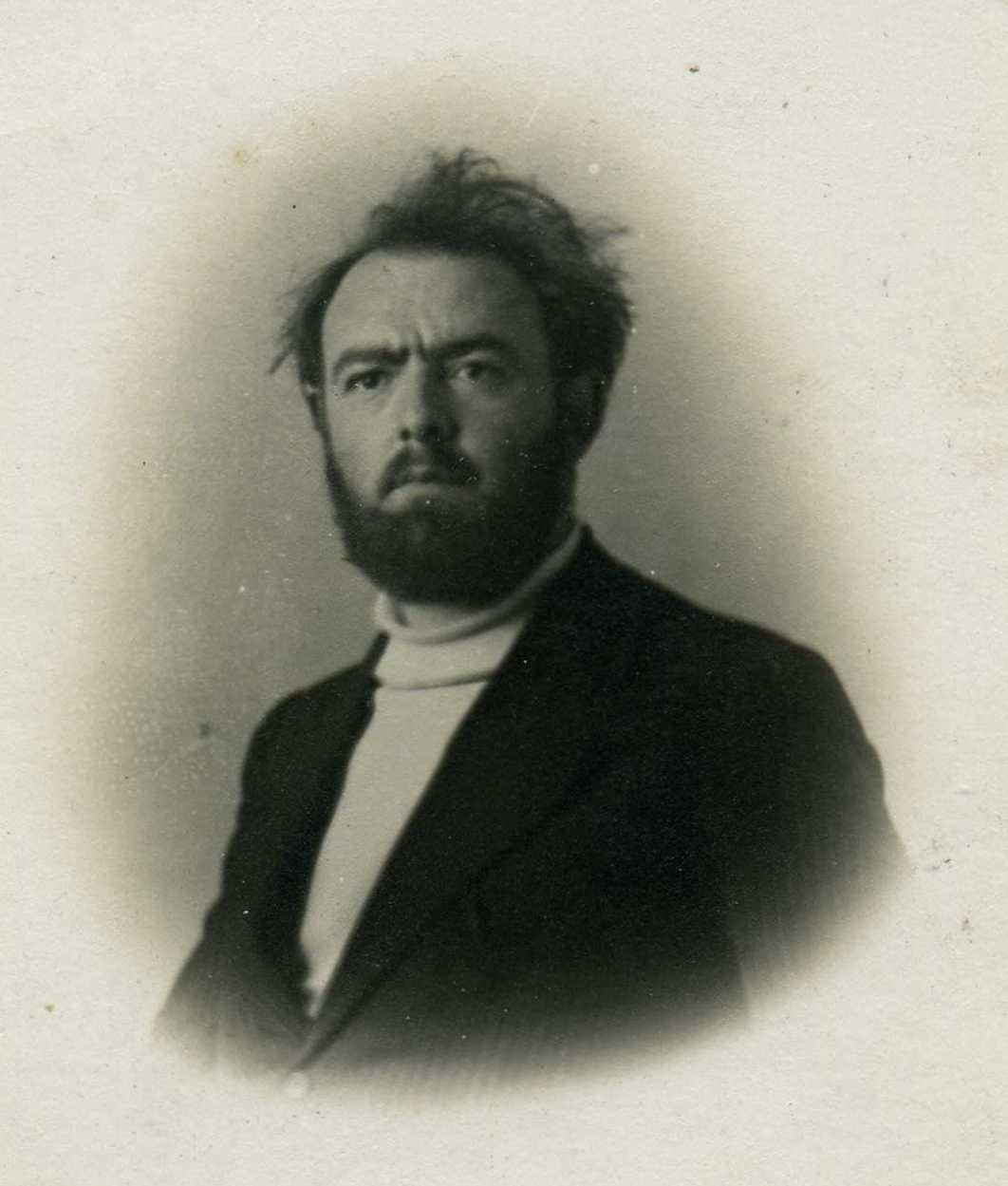
馬蒂爾斯·魏莫倫 (1920)

馬蒂爾斯·魏莫倫（荷蘭語：Matthijs Vermeulen，1888年2月8日—1967年7月26日），是20世紀荷蘭作曲家及音樂評論員。原名為馬費亞斯·基斯坦努斯·范朗斯格斯·雲迪莫倫（荷蘭語：Matheas Christianus Franciscus van der Meulen）。

## 生平

### 童年及投身音樂事業
出生於荷蘭東南部的海爾蒙德的一個天主教家庭，父親名為范朗斯格斯·雅各伯·雲迪莫倫（Franciscus Jacobus van der Meulen ）是一名鐵匹，馬費亞斯年幼時因患上大病後，有感是上天拯救了他的生命，因此年青時便進入了修道院並打算成為一位神父。
在修道院他有機會接觸音樂，特別是16世紀時期帕萊斯特里納的複調音樂和對位法，令他非常感興趣，並開始有感音樂才是他真正的興趣。1907年，他離開了修道院，並遷居至阿姆斯特丹，他在阿姆斯特丹音樂學院中得到了其中一位教授蘭格（Daniël de Lange）的垂菁，並得到他的私人教授近兩年，之後再跟隨另一位作曲家迪彭布羅克（Vermeulen Alphons Diepenbrock）學習，同時，他開始以筆名「馬蒂爾斯·魏莫倫」在一些報章雜誌上撰寫音樂評論，包括《阿姆斯特丹人》及《荷蘭電訊報》。1914年，他完成了《第1號交響曲》，並題獻予迪彭布羅克，但換來的卻是等待接近1年後所換來的拒演及退回。這件事令他和音樂學院的關係變得緊張。另一方面，馬蒂爾斯在他的樂評中往往亦滲進了他的政治思想，特別是他不滿當時的荷蘭音樂過份傾向德國化，亦使他在音樂界上受到非議，使他的作品根本沒甚機會在荷蘭本土上演，他第一首能在荷蘭上演的，是他的《第2號交響曲》，不過由指揮到樂手都全是業餘無薪的樂手，這件事令他覺得自己無法在荷蘭立足，於是在1921年，他遷往法國生活。

### 法國生活
魏莫倫選擇前往法國，一方面是受德布西和拉威爾的印象派音樂所影響，並希望從他們的音樂中為自己堅持的複調式音樂帶來新的啟發。他定居於巴黎附近的路維希恩（Louveciennes），並從事多份報章的評論，包括一份荷屬東印度的報紙Soerabaiasch Handelsblad駐法國代表。然而，他在報章上的評論慢慢偏向非音樂類型，而他的音樂生涯亦不見得有任何實際的進展。雖然他在法國寫成了他第3至第5交響曲，以及多首室樂作品，但亦不太怎受到重視，及後爆發第二次世界大戰，魏莫倫的生活日見艱難，其中1944年更是對他打擊最大的一年：先是他的第一任妻子因餓荒而離世，三個月後，他的次子若斯坎（Josquin）亦在戰場上戰死，而他在Soerabaiasch Handelsblad工作亦因報館財政困難而結業。二戰後，他和倖存的家人離開生活了廿多年的法國，返回荷蘭定居。

### 晚年
回荷後，魏莫倫重新投入評論及音樂工作。他先在《阿姆斯特丹綠黨報》中任職評論，當中他特別針對有共產背景的《荷蘭真理報》作出批評。另外，他亦迎娶了當年音樂學院導師的女兒為第二任妻子。音樂方面，儘管他和皇家阿姆斯特丹音樂學院的關係仍未能完全修補，但繼任彭布羅克的指揮爱德华·范·贝纳姆以及鹿特丹愛樂樂團的首席指揮埃德瓦·弗普斯（Eduard Flipse）都跟他合作。1953年，魏莫倫的《第2號交響曲》於比利時布魯塞爾的「國際伊利沙伯音樂創作比賽中」奪得第5名。至此他的音樂開始在國內有較多公演的機會，而《第2號交響曲》亦於1956年的荷蘭音樂節中再次上演。
晚年魏莫倫的音樂創作並不多，當中第6、7號交響曲及絃樂四重奏皆為這時期完成的作品。1967年，魏莫倫因病去世，終年79歲。

## 音樂風格
魏莫倫的早期作品，是依從浪漫時期德奧派別如馬勒等的風格來撰寫，作品以調性音樂為主；不過自《第2號交響曲》起，便開始採用無調性的寫作手法，音色趨向使用大量不協調和弦和音群；然而，他在無調性的主導下，仍然會注重不同聲部之間的對位，以及樂句中的旋律性和伸延性；他又特別喜歡以不對稱的小樂句去構成主題和副題旋律，令樂句中的色彩顯得富有變化感。這種看似互相矛盾的概念，在他晚期時的第5、6、7號交響曲中都能反映出來。
雖然魏莫倫的音樂至今的演出次數仍然甚少，不過他在荷蘭音樂界的地位卻早已得到肯定。1972年起，荷蘭設立了「馬蒂斯·魏莫倫」獎，每年頒獎予傑出的荷蘭作曲家，亦於1986年起，增設為年輕作曲家而頒發的同等獎項。

## 作品
- 劇樂《飛行的荷蘭人》
- 7首交響曲
- 2首大提琴奏鳴曲
- 絃樂三重奏、四重奏各一首
- 小提琴奏鳴曲
- 多首藝術歌曲

## 外部連結
- 由魏莫倫基金會所製作的官方網站 （页面存档备份，存于）